# 郑兆荣
郑兆荣（1919年—2008年），男，奉天盖平人，中国兽医病理学家，曾任中国人民解放军兽医大学教授、博士生导师。